# Акутни висински оток плућа
Акутни висински оток плућа или акутни висински едем плућа, (лат. оedema pulmonis acuta), (енгл. High altitude pulmonary edema (HAPE)) је несрчани облик едема плућа који се јавља у неаклиматизованих особа најчешће као последица брзог успона на висину. Такође се јавља и у аклиматизованих, становника који стално живе на високим планинама, након неколико недеља њиховог боравка на малим висинама. 
Одликује се; повишеним притиском у плућној артерији, нормалним притиском пуњења крвљу леве преткоморе и нормалном функцијом срчаних комора.
Ако се акутни висински едем плућа правовремено и правилно не лечи, његове последице су фаталне, и најчешћи су узрок смрти код синдрома висинске болести, која најчешће претходи појави акутном висинском едему плућа.

## Епидемиологија
Висински едем плућа у неаклиматизованих особа зависи од интензитета хипоксичног стреса и присуства фактора ризика, међу којима су најзначајнији, они који повећавају притисак у плућној артерији, независно од хипоксије. Хипоксични стрес зависи пре свега од брзине успона и достигнуте висине, али такође може бити погоршан периодичним дисањем током спавања и употребом лекова који депримирају центар за дисање.
| Фактори ризика                                                                             | Индивидуалне карактеристике |
| ------------------------------------------------------------------------------------------ | --- |
| - Умерен до тежак напор. - Излагање хладноћи - Анксиозност - Животна доб - Пол - Гојазност | - Ниске, плућне функције - Урођени недостатак једне плућне артерије - Рецидиви, код особа које су раније манифестовале акутни висински едем плућа. |

- У Колораду, на пример код особа на скијању, на висини од (1.828 до 3.047 метара), инциденца је -1/10.000. На планини Маунт Макинли на висини од (6.192 m), код алпиниста је инциденца -1/50.[6]
- Због повећане изложености ризицима који проистичу из оперативне употребе војника, учесталост -акутног висинског едема плућа код ове популације је нешто већа. На пример, у неким јединицама индијске армије на висини од (3.352 до 5.485 m), током Кинеско-индијског рата (1962—1963), инциденца је била јако висока и износила 15/100.[6]
- Учесталост акутнг висинског едема плућа у становника који живе на великим висинама, а који се враћају на ту висину након њиховог краћег боравка (неколико седмица) на малим висинама, понекад је и до 20% у неким ризичним групама као што су деца и адолесценти.[6]
- Висински едем плућа у неаклиматизованих особа, обично почиње у прва два до четири дана после брзог успона на висину већу од 2.438 m, и на почетку друге ноћи спавања на великим висинама.[6]
- Висински едем плућа може да настане и у аклиматизованих особа које се брзо пењу са велике висине на још већу висину. Када симптоми постану очигледни, висински едем плућа може напредовати веома брзо, и за мање од 12 часова прећи у кому и смрт.[6]

## Етиологија
Највероватнији узрок акутног висинског едема плућа је комбинација хипоксијом индуковане плућне хипертензије и повећане пропустљивости ендотела плућних капилара.
Акутном висинском едему плућа често претходи висинска болест, мада се у већини случајева акутни висински едем плућа дешава без пратеће појаве симптома висинске болести. Иако је учесталост акутног висинског едем плућа релативно ниска, њен утицај може бити значајана због озбиљне прогнозе и потребе за брзом евакуацијом (на нижу надморску висину).
Плућна хипертензија
Висином изазване промене у циркулацији плућа, карактерише плућна хипертензија, због повећаног отпора у плућним артеријама. Адаптивна функција ових промена је нејасна, али то може да побољша вентилацију и обезбеди одговарајућу перфузију.
Вредност повећања притиска у плућним артеријама је донекле сразмерна величини хипоксије, и сви чиниоци који смањују ниво кисеоника у крви имају тенденцију да преувеличају повећање артеријског притиска у плућима. У те чиниоце спада и физичко вежбање, изложеност хладноћи и апнеја за време спавања, који су слични онима на висини.
Генетика
Дуго се сумњало на генетску предиспозицију едема плућа на великим висинама због изразите варијабилности индивидуалне осетљивости, веће стопе рецидива код неких појединаца, откривених неколико породичних случајева висинског едема плућа. До данас је идентификовао неколико мутација које би могле изазвати болест.  Повећан притисак у плућној артерији је истакнут као клиничка карактеристика ове две болести. Штавише, илустроване су студије које показују повећан притисак плућне артерије код пацијената осетљивих на висински едем плућа  током вежбања или хипоксије, као и код здравих носилаца мутације БМПР2.
Наследна плућна артеријска хипертензија  је аутозомно доминантно наследна болест узрокована мутацијама гена рецептора 2 коштаног морфогенетског протеина (БМПР2) и/или гена његовог сигналног пута код ~85% пацијената. Гени повезани са акутним висинским едемом плућа укључују  путеве за азот оксид, ренин-ангиотензин-алдостерон, фактор изазван хипоксијом (ХИФ), протеин топлотног шока (ХСП 70), плућне сурфактантне протеине А1 и А2, аквапорин-5 и БМПР2 ген повезан са плућном артеријском хипертензијом.

## Патофизиологија
Плућни едем је абнормална акумулација течности у интерстицијалном или алвеоларном простору плућа. Накупљање течности настаје из више разлога, али се може објаснити и као последица ометања нормалног обима кретања и изједначавања притиска течности у плућима. То подразумева промене у хидростатском или онкотском притиску око алвеоларне мембране у интерстицијуму или због промене пропустљивости алвеоларне мембране, што у таквим условима омогућава да се течност креће из капилараног у алвеоларни простор у алвеолама.
Количина интерстицијалне течности у плућима човека износи око 20% укупне масе плућа, док у случају едема она расте на 30%. За разлику од интерстицијума у алвеоле може ући много више течности што узрокује интраалвеоларни едем. У том случају количина течности у алвеолама може бити већа од 500-1000% од нормалне количине интерстицијалне течности.
Висок средњи притисак у плућној артерији, већи од 35 до 40 mmHg чини се да је почетни догађај. Међутим, иако се чини да  повишен притисак у плућној артерији неопходан за  акутни висински едем плућа, то само по себи није довољно.
Други суштински фактор је неуједначена вазоконстрикција. Специфични сегментни и субсегментни капиларних слојева са релативно мање вазоконстрикције су непропорционално изложени повишеним микроваскуларним притисцима (>20 mmHg) који настају услед повишеног средњег притиска у плућној артерији. Ова неравномерна вазоконстрикција и регионална прекомерна перфузија која доводе до неуспеха алвеоларно-капиларне баријере и појаве плућног едема.

## Клиничка слика
На почетку поремећаја, манифестација акутног висинског едема плућа су често, суптилне, неспецифичне и маскиране су симптомима висинске болести.
Акутни едем плућа у почетку се испољава као ненпродуктивни кашаљ који се може пратити; диспнеја након напора, умор и општа слабост, на које се надовезује смањена толеранција на физичка напрезања и продужење времена потребног за опоравак, после физичких напора.
Појава тахикардије и тахипнеје (убрзаног рада срца и дисања) у току мировања и цијаноза (плаветнило) усана јасно одваја особе са акутним висинским едемом плућа, од осталих особа на истој висини (што може бити од значаја за дијагностику).
Како плућни едем напредује, кашаљ може постати продуктивнији, пенушав, понекад са бледо розе испљувком. Дисање постаје чујно све до јакок шиштања (које се чује и без стетоскопа).
Ортопнеја се може јавити код око (20%) особа. Прогресија хипоксије изазива даљу прогресју диспнеје и цијанозу. Гасне анализе концентрације кисеоника у артеријској крви, показују значајан пад концентрације кисеоника и изражену хипоксију, са благо повећаним pH вредностима.
Психичко стање болесника се погоршава, јавља се дезоријентација, понекад праћена живописним халуцинацијама. Коначно ако изостане терапија, због јако редукованог дисања настаје, кома и смрт.

## Дијагноза
| Висина           | SpO2    | PaO2 (mm Hg) |
| ---------------- | ------- | ------------ |
| 1.500 до 3.500 m | око 90% | 55–75        |
| 3.500 до 5.500 m | 75–85%  | 40–60        |
| 5.500 до 8.500 m | 58–75%  | 28–40        |

Благо повишена температура (37,8 °C) и блажи пораст белих крвних ћелија може бити присутна у акутном висинском едема плућа. Зато се до 1960. акутни висински едем плућа често погрешно дијагностиковао као упала плућа, на основу налаза на плућима, високе температуре и леукоцитозе.
Рендгенокрафија грудног коша, показује неуједначен интерститицијални, или алвеоларни инфилтрат плућа. Инфилтрт може бити израженији у средишњим делу десне аурикуле. Крвни судови плућа могу бити проширен, али срцана сенка нормалне величине.
Електрокардиографија често показује тахикардију (убрзан рад срца) померање срчане осе, у смеру казаљке на сату, инверзију Т-таласа у прекордиалним одводима и нижи ниво Р зубаца.
Поуздана дијагноза акутног висинског едема плућа, заснива се на знацима и симптоми класичног едема плућа, променама парцијалног притиска кисеоника у артеријској крви (види горњу табелу), и настанак симптома болести из „пуног здравља“.
| Назив  | Клиничка слика (знаци и симптоми) |
| (енгл. | Карактерише се следећим симптомима и знацима; - Симптоми (најмање два); - Диспнеја у мировању. - Кашаљ - Слабост или умањена физичка способност. - Стезање у грудима или загушење - Знаци (најмање два); - Крчање или шиштање у најмање једном плућном крилу - Централна цијаноза - Тахипнеја - Тахикардија |
| (енгл. | Болест се карактерише следећим симптомима; - Главобоља и најмање још један од следећих симптома; - Поремећај вида - Гастроинтестинални (анорексија, мучнина или повраћање) - Умор или слабост - Вртоглавица или несвестица - Тешкоће са спавањем                                                            |

У клиничкој слици акутног висинског едема плућа морају бити присутна најмање два симптома и најмање два знака (наведена у горњој табели). Применом ове међународно признате табеле раних знакова и симптома акутног висинског едема плућа, и немедицинско особље може са великом поузданошћу препознати симптоме, суптилних и неспецифичних облика акутног висинског едема плућа, и висинске болести. Честа превентивна контрола здравља особа на висини, као и праћење сумњивих случајева је неопходно како би се спречила брза појава и прогресија акутног висинског едема плућа и могућа појава коме и смрти. Свако кашњење у дијагностици и лечењу прогресивног плућног едема на висини обично доводи до смрти.

## Диференцијална дијагноза
При постављању дијагнозе акутног висинског едема плућа, диференцијално дијагностички треба имати у виду следеће болести;
- Упала плућа (пнеумонија)
- Конгестивна срчана инсуфицијенција,
- Емболија плућа и
- Тровање. Код одређених професија и војника, не треба искључити могућност респираторне интоксикације хемијским материјама, бојним отровима итд.

У прошлости прављене су грешке у диференцијалној дијагнози, када је акутни висински едем плућа, погрешно дијагностикован као упала пућа и сходно томе лечен на неодговарајући начин, антибиотицима, што је доводило до непотребних грешака и смрти оболелих особа.

## Терапија
Терапија акутног висинског едема плућа заснива се на следећим принципима;

#### Спуштање на нижу надморску висину
Основа лечења акутног висинског едема плућа треба бити спуштање болесника на нижу висину испод нивоа на коме су симптоми почели, али то не може увек бити практично спроведено, због конфигурације терена на планини, неповољних метооролошких услова, краткоће времена за спуштање (због пешачења) итд. Зато је спуштање за 500-1000 метара обично довољно. Лакши случајеви могу се излечити на нижим висинама, а тежи, или случајеви код којих и поред примењене терапије долази до погоршања симптома треба трајно спустити на почетну надморску висину.

#### Повећање концентрације кисеоника у удахнутом ваздуху и артеријама
Са терапијом кисеоником, се започиње, увек када је то могуће у што краћем времену од почетка симптома, поремећаја. Кисеоник се примењује преко кисеоничке маске или носне каниле, са протоком од 2 до 4 л/мин., (код лакших случајева) и 4 до 6 по л/мин. (код средње тешких и тешких облика).
У одсуству кисеоника, може се применити преносна, платнена, хипербарична врећа (која се у задње време све више употребљава у бројним експедицијама на Хималајима). У комори димензија (2,13 метара у дужину и 0,54 m у ширину) стварају се услови барометараског притиска који су еквивалентни барометарском притиску на висини која је за око 2.000 m нижа од достигнуте. Коморе се надувавају атмосферским ваздухом, специјалном пумпом до притиска који је већи од амбијенталног за 105-220 . Ваздух у барокомори се може обогатити додавањем свежег ваздуха, али и кисеоником, а угљен-диоксид уклања апсорбером (сода-лајм), што додатно повећава учинак терапије. Коришћењем ниског протока кисеоника у овим коморама штеде се количине драгоцених залиха кисеоника на планини.
Код тежих облика акутног висинског едема плућа, примењује се и асистирано дисање са позитивним притиском, употребом амбу-балона, или у изузетним хитним стањима, и применом методе вештачког дисања уста на уста, што додатно може повећати садржај кисеоника у артеријској крви.
- Део опреме која се користи у терапији кисеоником на висини
- Кисеоничка маска
- Амбубалон са маском

#### Норамилизација притиска у плућним артеријама
Примена нифедипина (у облику таблета), може да смањи притисак у плућним артеријама чак и до 30% у року од 30 минута и доста је се ефикасно примењује у лечењу акутног висинског едема плућа, као и у профилакси (спречавању) његове појаве. Нифедипин се примењује у дози од 10 mg, сублингвално (под језик) или 20 mg орално (гутањем). Доза од 10 mg сублингвално се примењује, у наставку терапије, на 15 до 20 минута, ако не дође до повлачења симптома. Доза од 20 mg перорално се понавља дугорочно на сваких шест часова док се акутни едем плућа и артеријска сатурација кисеоником не врати у нормалу. Нифедипине не треба користити уместо, допунског удисања кисеоника, или третман у хипербаричној комори, (и користи се само као допунска терапија на одговарајући начин), јер нифедипин може изазвати системску хипотензију, у току лечења у хипербаричној врећи, што правилним дозирањем и применом треба спречити.

## Превенција
Процес првенције акутног висинског едема плућа предвиђа пре свега правилно спроведену аклиматизацију, како не би дошло до појаве висинске болести (у току које настаје акутни висински едем плућа), као последица лоше спроведене аклиматизације, и састоји се из следећих мере и поступака:
- Треба избегавати летове или вожњу, директно на високе нивое (почетна висина, успона мора бити испод (3.048 m) одакле се наставља успон ходањем.
- Ако се на високу надморску висину долази директно авионом или аутом први дан треба избегавати телесне напоре и даљи успон.
- Ако је задата висина изнад (3.048 метара), повећање висине на би требало да буде веће од (305 m) дневно, а након сваки (915 m) успона потребан је дан одмора.
- „Пењи се високо, спавај ниско“ је алпинистичка узречица и савет који дефинише да се након успона од (305 m) у току дана, треба предвече, вратити на спавање на нижим висинама.
- У случају појаве почнетних симптома висинске болести, на умереним висина, треба привремено стати са даљим успоном или ако су израженији, одмах започети спуштање на нижу висину.
- Ако се симптоми интензивирају, обустаавља се дањи успон и одмах се започиње са спуштањем.
- Треба имати у виду да различити људи имају и различиту способност аклиматизације на различитим висинама. Таквим особама се ограничава даљи успон све до правилно спроведене аклиматизације.
- Употреба течности мора бити редовна и контролисана. Аклиматизација је често праћен губитком течности, тако да постоји могућност појаве симптома дехидратације. Унос течности, за правилну хидратацију мора да буде најмање 3-4 литара дневно, а измокравање урина стално и обилно.
- По доласку на задату висину не треба се превише напрезати. Све активности треба обавњати у току дана и избегавати дуга спавања јер се током спавања, погоршавају симптоми висинских поремећаја и акутног висинског едем плућа.
- Употребу дувана, алкохола и дроге, треба искљчити.
- Употреба седатива, барбитурата, и других лекова за спавање се не препоручује, јер ови лекови утичу на даље смањење респираторних функција током спавања, што може резултовати погоршањем симптома.
- Исхрана на висини мора бити богата угљеним хидратима (са више од 70% калорија из угљених хидрата).

Ако и поред свих предузетих мера, поједине особа, не испољавају знаке адаптације или правилне аклиматизације на достигнутој висини, већ развииајају почетне симптоме висинске болести и акутног едема плућа, таквим особама се забрањује даљи успон. Такву особу у присуству пратиоца треба што пре спустити на почетну висину, на којој није испољавала симптоме поремећаја у организму.

## Прогноза
Ако се симптоми акутног висинског едема плућа не препознају правовремено, и не примени одговарајући начин лечења, може брзо завршити смрћу Правилни терапија обично брзо санира синдроме болести и спречва настанак трајних последица.
Иако многе особе које су имале у анамнези акутни висински едем плућа, током ранијих успона, могу накнадно да бораве на висини без посебних потешкоћа, уколико се правилно аклиматизују, али треба имати у виду да код њих постоји висока стопа могућих рецидива.
Особе излечене од акутног висинског едема плућа могу се вратити на своје дужности, на висину, кад се артеријска сатурација кисеоником у њиховом организму на одговарајући начин повећа. Због могућег повећања притиска у артеријама плућа, ове особе треба да ограниче своје физичке активности на висини, (првих 10 дана до 2 недеље), а према потреби лече се и применом профилактичких доза нифедипина, након накнадног излагања променама висине. Особе код који се понавља акутни висински едем плућа, са профилактичком терапијом, или без ње, треба сматрати, трајно ограничено способним, за физичка напрезања и боравак на висини.